# Jupi
Jupi é um município brasileiro do estado de Pernambuco. Pertencente a Região Intermediaria de Caruaru e a Região Imediata de Garanhuns. Apresenta uma altitude média de 782 metros e tem o ponto culminante na Serra de Jupi a 937 metros de altitude, onde pode-se ter uma visão panorâmica de todo o município, inclusive da sua sede. É composto pela sua sede e pelos povoados da Colônia e Santa Rita, além de ter como principais regiões: Sítios Catonho, Miné, Pau-Ferro, Raposa e Xícurus.